# Фуниково (Вологодская область)
Фуниково — деревня в Вожегодском районе Вологодской области.
Входит в состав Явенгского сельского поселения (с 1 января 2006 года по 9 апреля 2009 года входила в Марьинское сельское поселение), с точки зрения административно-территориального деления — в Марьинский сельсовет.
Расстояние до районного центра Вожеги по автодороге — 20 км, до центра муниципального образования Базы по прямой — 15 км. Ближайшие населённые пункты — Марьинская, Отрадное, Перепечиха.
По переписи 2002 года население — 12 человек.